# Vanessa Barbara
Vanessa Barbara, född 14 juni 1982 i São Paulo i Brasilien, är en brasiliansk journalist och författare. Som journalist arbetar hon för kulturmagasinet piauí och dagstidningen Folha de S. Paulo. Hennes artiklar förekommer också i International New York Times.
Barbara erhöll 2009 det brasilianska litterära priset Prêmio Jabuti för sin journalistik. 2008 romandebuterade Barbara. På svenska utkom hon 2014 med romanen Salladsnätter.